# Spider-Man: The City That Never Sleeps
Marvel’s Spider-Man: The City That Never Sleeps (с англ. — «Человек-паук: Город, который никогда не спит») — DLC к игре Spider-Man (2018), разработанное Insomniac Games и выпущенное Sony Interactive Entertainment. Как и оригинальная игра, загружаемый контент основан на комиксах издательства Marvel Comics о супергерое Человеке-пауке и других медиа с участием этого персонажа. DLC состоит из трёх отдельных глав — «The Heist», «Turf Wars» и «Silver Lining» — и служит эпилогом к Marvel’s Spider-Man; события дополнения начинаются спустя три месяца после её завершения. По сюжету, Питер Паркер / Человек-паук попадает в эпицентр противостояния мафиозных кланов, один из которых возглавляет сверхчеловек Кувалда.
Игра представляет собой приключенческий боевик от третьего лица, геймплей которого позволяет перевоплотиться в защитника Нью-Йорка Человека-паука. Супергерой может свободно перемещаться по городу, взаимодействовать с другими персонажами и выполнять различные миссии; по мере прохождения у него появляются новые гаджеты и костюмы. У игрока есть возможность выполнять побочные задания в отрыве от основной сюжетной линии, чтобы разблокировать дополнительный контент и коллекционные предметы. Игровой процесс предусматривает стратегическое ведение боя против многочисленных противников, в ходе которого активно применяются гаджеты, учитываются особенности окружающей среды и используется паутина для уменьшения вражеского урона.
Релиз The City That Never Sleeps на PlayStation 4 состоялся в 2018 году; поскольку DLC состояло из трёх глав, они выходили с октября по декабрь. Дополнение получило преимущественно положительные отзывы от критиков. В ноябре 2020 года основная игра и её загружаемый контент составили издание Marvel’s Spider-Man Remastered для PlayStation 5 и шли в комплекте с расширенным изданием Marvel’s Spider-Man: Miles Morales; впоследствии у игры 2018 года и её DLC появился отдельный релиз. В августе 2022 года состоялся выход порта Remastered для Windows, приобрести которой можно было через Steam и Epic Games Store; портированием занималась компания Nixxes Software.
DLC посвящено со-создателю Человека-паука Стэну Ли, который умер незадолго до выхода второй главы.

## Геймплей
Для установки The City That Never Sleeps требуется наличие Marvel’s Spider-Man 2018 года. DLC запускается в главном меню и переносит игрока в другую версию Нью-Йорка, в которой отсутствуют сюжетные и побочные миссии из основной игры, а некоторые объекты, такие как лаборатория Отто Октавиуса и приют П.И.Р., более являются недоступными для посещения. В то время как в оригинале преступления совершали обычные преступники, в DLC базовыми противниками выступают члены мафиозного клана Маджия; игрок противостоит гангстерам в их убежищах и различных районах города. В главах «Turf War» и «Silver Lining» Маджия использует высокотехнологичное вооружение, украденной у организации наёмников Серебряного Соболя «Sable International». Таким образом, в DLC появляются новые типы врагов, включая мафиози с оружием или реактивными ранцами.
Большая часть побочного контента DLC построена вокруг злодейки Чудилы из оригинальной игры; она взаимодействует с протагонистом через социальную сеть и даёт ему различные задания: победить врагов в прямом столкновении с помощью определённых гаджетов или нейтрализовать их в стелс-режиме и запечатлеть полёт на стильных снимках. В других необязательных для прохождения миссиях Человек-паук ищет произведения искусства, украденные отцом Чёрной кошки Уолтером Харди, и использует паукоботов. для обнаружения бомб, спрятанных под автомобилями. В каждом эпизоде появляются новые сюжетные миссии, побочные миссии с Чудилой, типы врагов и трофеи.

## Сюжет

### Персонажи
В Marvel’s Spider-Man: The City That Never Sleeps появляется большое количество персонажей комиксов о Человеке-пауке. Питер Паркер (Юрий Ловенталь) — 23-летний гений, который ранее работал научным сотрудником в «Octavius Industries»; после укуса генетически модифицированного паука он приобрёл сверхчеловеческие способности. Создав альтер эго супергероя Человека-паука, Паркер решил использовать новообретённую силу для защиты жителей Нью-Йорка. DLC начинается вскоре после эпилога оригинальной игры; Паркер изо всех сил пытается смириться с утратой своей тёти Мэй, которая погибла из-за воздействия биооружия, выпущенного доктором Отто Октавиусом, бывшим другом и наставником Питера, ставшим злодеем и в настоящее время находящемся в заключении. Паркер возобновляет отношения со своей бывшей девушкой Мэри Джейн Уотсон (Лора Бейли), репортёром Daily Bugle, недавно повышенной до помощника редактора; она нередко помогает Человеку-пауку в расследовании преступлений. Также Паркер становится наставником Майлза Моралеса (Наджи Джетер) после того, как последнего укусил другой генетически модифицированный паук, в результате чего тот получил аналогичные способности.
В The City That Never Sleeps дебютируют: известная воровка и бывшая возлюбленная Человека-паука Фелиция Харди / Чёрная кошка (Эрика Линдбек; в основной игре её голос можно услышать в одном из побочных заданий); отец Фелиции и вор в отставке Уолтер Харди (Дэниел Риордан) и криминальный авторитет Кувалда (Кит Силверштейн). В повествовании важная роль отведана персонажам оригинальной игры, а именно капитану полиции Нью-Йорка и напарнице Человека-паука Юри Ватанабэ (Тара Платт), и главе частной военной компании «Sable International» Сильвии Саблиновой (Николь Элиза) и злодейке Чудиле (Стефани Лемелин), которой удалось сбежать из тюрьмы.

### История

#### The Heist
Вскоре после событий основной игры, криминальные семьи Маджии пытаются заполнить пустоту в преступном мире после захвата Уилсона Фиска и падения Мистера Негатива. Мэри Джейн сообщает Питеру, что один из боссов хочет украсть картину, которая выставлена в музее. Там Человек-паук встречает Фелицию Харди, которая крадёт USB-диск, спрятанный в картине, и сбегает. Позже Мэри Джейн сообщает Питеру, что у семьи Маджии, возглавляемой Кувалдой, теперь есть желаемое, подразумевая то, что Фелиция работает на них. Харди продолжает собирать другие USB-накопители из других семейств Маджии. Человек-паук следует за ней. Догнав её, он узнает, что Кувалда держит сына Фелиции в заложниках. Посчитав себя отцом мальчика, Питер соглашается помочь Фелиции спасти его.
Тем временем Мэри Джейн узнаёт, что диски содержат совокупное состояние семей Маджии. Также она сообщает о недавнем приобретении Кувалдой большого неприступного хранилища, в котором тот мог бы использовать для удержания сына Фелиции. Паркер и Харди штурмуют склад, но последняя заманивает Человека-пауку в ловушку и тот понимает, что у Фелиции нет никакого сына, и та солгала, чтобы убедить его помочь ей украсть диски, Выбравшись на свободу, Человек-паук мчится вслед за Фелицией, услышав, как Кувалда приказывает своим приспешникам взорвать её пентхаус. Он не успевает предупредить Кошку и становится свидетелем взрыва; в то же время за развернувшимся пожаром наблюдает сам Кувалда. Некоторое время спустя, Питер рассказывает Мэри Джейн, что тело Фелиции не было найдено среди обломков, в связи с чем та вполне могла выжить.

#### Turf Wars
После взрыва пентхауса Фелиции разгорается полномасштабная война между семьями Маджии. Человек-паук помогает Юри Ватанабэ и её полицейской оперативной группе в рейде на логово Кувалды, но оказывается, что это была ловушка; в конечном итоге Человек-паук и Юри остаются единственными выжившими. Потеря подчинённых эмоционально подавляет Юри и Человек-паук просит её взять отпуск, пообещав самостоятельно задержать Кувалду. Затем Человек-паук узнаёт, что Кувалда и его банда крадут снаряжение и оружие «Sable International». После похищения других донов Маджии, силы Кувалды собираются напасть на полицейские конвои по всему городу. В то время как Человек-паук разбирается с его людьми, Кувалда штурмует полицейский участок, в котором содержится технология «Sable International» под названием «Project Olympus», и убивает большое количество полицейских.
Опустошенная смертью своих людей и разочарованная отсутствием прогресса у Человека-паука, Юри решает лично заняться Кувалдой. Тем же вечером он собирается казнить донов Маджии по телевидению в прямом эфире. Человек-паук срывает план Кувалды, и между ними происходит сражение. Несмотря на использование брони «Olympus», Кувалда терпит поражение. Полиция готовится арестовать Кувалду, но появляется Юри и застреливает его. После увольнения из полиции она становится линчевателем и самостоятельно выслеживает членов Маджии. Один из членов банды проникает в полицейский фургон, перевозящий тело Кувалды, и оживляет его.

#### Silver Lining
С современным оборудованием и оружием «Sable International» банда Кувалды усиливает своё влияние в городе. Глава пострадавшей компании Серебряный Соболь  возвращается в Нью-Йорк, чтобы отомстить Кувалде за кражу её технологии. Беспокоясь о том, что насильственные методы Соболя приведут к ещё большему хаосу, Человек-паук пытается убедить её объединить усилия. Ставший киборгом Кувалда заманивает Человека-паука и Серебряного Соболя в ловушку и побеждает обоих. От смерти Человека-паука спасает оказавшейся живой Чёрная кошка, однако Им не удаётся помешать Кувалде захватить Соболя. Фелиция даёт Человеку-пауку USB-накопитель, содержащий информацию о Кувалде, после чего исчезает.
Человек-паук спасает Серебряного Соболь, и они узнают, что пластина из углеродистой стали внутри головы Кувалды чувствительна к теплу. Соболь отводит Человека-паука к своему невидимому кораблю на реке Гудзон, чтобы выманить Кувалду. Во время развернувшегося сражения Человек-паук ограничивает подвижность Кувалды, в то время как Соболь атакует металлическую пластину. В конечно итоге Кувалда ослабевает, и Серебряный Соболь врезает в него самолёт. Одержав победу, Соболь заявляет о своём намерении вернуться в родную Симкарию, чтобы подавить гражданскую войну. Мэри Джейн сообщает Питеру, что также планирует поехать в Симкарию и просветить общественность о тамошних беспорядках. Некоторое время спустя, Питер помогает Майлзу Моралесу освоить его новые способности, готовя юношу к роли нового Человека-паука.

## Релиз
Релиз первого эпизода, «The Heist», состоялся 23 октября 2018 года; его сюжет разворачивается спустя несколько месяцев после событий основной игры и повествует о возвращением в Нью-Йорк бывшей возлюбленной Человека-паука Чёрной Кошки, которая совершает ограбление, послужившее поводом для противостояния криминальных семей Маджии. В дополнении «Heist» появляются три разблокируемых костюма: Паук-Британия, Алый паук IV (в игре носит название Алый паук II) и костюм «Гибкость», разработанный художником Габриэлем Дель’Отто.
Второй эпизод, «Turf Wars», вышел 20 ноября. По сюжету, Человек-паук и его напарница Юри Ватанабэ пытаются помешать Кувалде получить контроль над семьями Маджии и преступным миром Нью-Йорка в целом. «Turf Wars» также добавляет в игру три новых костюма: «Клан Паука», классический Железный паук и Паучья броня MK I.
Заключительный эпизод, «Silver Lining», Insomniac выпустила 21 декабря. В начале истории Серебряный Соболь возвращается в Нью-Йорк, чтобы вернуть свою технологию, которая была украдена Маджией. Она объединяет усилия с Человеком-пауком в противостоянии с Кувалдой, который усиливает себя при помощи технологии Саблиновой. «Silver Lining» содержит три дополнительных костюма: «Через вселенные» (по мотивам одноимённого анимационного фильма), Кибер Человек-паук и Аарона Айкмана.
Версия «Digital Deluxe» включает в себя все три сюжетные главы The City That Never Sleeps. У обладателей коллекционного издания также есть доступ к DLC.
The City That Never Sleeps является частью Marvel’s Spider-Man Remastered для PlayStation 5 и Windows.

## Другие медиа
Marvel Comics адаптировала события The City That Never Sleeps в мини-серию комиксов из пяти выпусков под названием Marvel’s Spider-Man: The Black Cat Strikes, которая вышла в 2020 году.

## Восприятие
| Игра          | GameRankings | Metacritic |
| ------------- | ------------ | ---------- |
| The Heist     | 76,63 %      | 76/100     |
| Turf Wars     | 71,64 %      | 70/100     |
| Silver Lining | 76,25 %      | 75/100     |

The City That Never Sleeps получила преимущественно положительные отзывы от критиков и игровых журналистов; первую главу «The Heist» они назвали «фантастическим продолжением» основной игры, высоко оценив её персонажей и сюжетные миссии. Тем не менее, рецензенты сетовали на «весёлый, но однообразный» геймплей, а DLC в целом описали как «более, чем то же самое что было в основной игре»; тем не менее, они получили удовольствие от сюжета, несмотря на его короткую продолжительность.